# Алибранди, Джироламо
Джироламо Алибранди (итал. Girolamo Alibrandi; ок. 1470 года, Мессина — 1524 года, там же) — итальянский сицилийский художник эпохи Высокого Возрождения, получивший прозвание «мессинского Рафаэля» (Raffaello da Messina).
Учился в Венеции у Антонелло Мессинского и Джорджоне, затем в школе Леонардо да Винчи в Милане. Возвращаясь на родину, видел в Риме первые работы Рафаэля. Алибранди умер от чумы в 1524 году в Мессине.

## Произведения
- Одно из лучших произведений Алибранди — «Иисус Христос дитя во храме» (1512) в церкви della Candelora в Мессине[1].
- «Мария с младенцем» (1516), церковь San Stefano Moyen, Мессина.
- «Вхождение в храм» (1519), национальный музей в Мессине.
- «Св. Пётр», региональный музей в Мессине.
- Scene della Sacra Famiglia e della vita di Gesù, Duomo di San Giorgio, Модика.